# Танни, Арманд
Арманд Танни (англ. Armand Tanny, при рождении Арманд Яннидинардо, англ. Armand Iannidinardo; 5 марта 1919 — 4 апреля 2009) — американский культурист, частый посетитель Масл-бич и победитель национальных состязаний в 1949 и 1950 годах.
После учёбы в Рочестерском университете он переехал в Лос-Анджелес и перевёлся в Калифорнийский университет. Во время Второй мировой войны поступил на службу в береговую охрану с которой был уволен после получения ранения. После увольнения с военной службы получил степень в области физиотерпии.
Арманд Танни продвигал идею сыроедения и предпочитал тунца, говядину, омаров, а также орехи, фрукты и овощи. Арманд Танни — младший брат фитнес-предпринимателя Вика Танни, до того как стать культуристом, занимался тяжёлой атлетикой. В 1949 году он занял первое место в конкурсе «Pro. Мистер Америка» и «Мистер США» в 1950 году.
Позднее, будучи одним из группы культуристов, выступавших в ночном клубе Мэй Уэст, организовал забастовку, когда Уэст попыталась снизить зарплату группе.
Большую часть своей карьеры он писал о фитнесе и публиковался в многочисленных журналах по бодибилдингу.